# 1892
Évszázadok: 18. század – 19. század – 20. század
Évtizedek: 1840-es évek – 1850-es évek – 1860-as évek – 1870-es évek – 1880-as évek – 1890-es évek – 1900-as évek – 1910-es évek – 1920-as évek – 1930-as évek – 1940-es évek
Évek: 1887 – 1888 – 1889 – 1890 –  1891 – 1892 – 1893 – 1894 – 1895 – 1896 – 1897

## Események

### Határozott dátumú események
- szeptember 1. – Átadják az Erzsébet hidat Komáromban.
- november 3. – Megkezdi működését a világ első automata kapcsolású telefonközpontja a Chicagótól hatvan kilométerre fekvő La Porte városában.
- november 10. – Kirobban a Panama-botrány. (Korrupció és hűtlen kezelés miatt bíróság elé kerül a Lesseps-féle csoport, amely a csatorna építésére koncessziót kapott.)
- november 19. – Wekerle Sándor alakít kormányt.[1]
- november 27. – Elkezdi működését a kolozsvári első telefonközpont 62 előfizetővel.[2]

### Határozatlan dátumú események
- az év folyamán –
  - Az Egyesült Királyság protektorátust alapít a mai Kiribati és Tuvalu területén.
  - A Kubai Forradalmi Párt (Partido Revolucionario Cubano – PRC) alapítása.[3]

## Az év témái

### 1892 a tudományban
- Dmitrij Ivanovszkij orosz tudós felfedezi a vírusok létezését.

### 1892 a vasúti közlekedésben
- január 22. – Átadják a Türje és Szentgrót (ma Zalaszentgrót) közötti vasutat.

### 1892 a sportban
- március 15. – Az Anfield Road 73-as száma alatt megalapítják a Liverpool labdarúgócsapatát.
- július 25. – Berlinben megalapítják a Hertha BSC labdarúgócsapatot.

### 1892 a jogalkotásban
(Lásd ott!)

## Születések
- január 2. – Meszlényi Zoltán magyar püspök († 1951)
- január 3. – J. R. R. Tolkien brit író († 1973)
- január 18. – Oliver Hardy (Stan és Pan) színész, komikus († 1957)
- január 24. – Matuska Szilveszter, a biatorbágyi merénylet elkövetője († 1945)
- január 25. – Arkagyij Dmitrijevics Svecov szovjet mérnök, repülőgépmotor-tervező († 1953)
- február 10. – Günther Blumentritt német tábornok, aki a második világháborúban jelentős tervezőmunkát végzett († 1967)
- február 15. – Koltay-Kastner Jenő irodalomtörténész, filológus, történész, az MTA tagja, a magyar italianisztika jeles alakja († 1985)
- február 29. – Apor Vilmos püspök († 1945)
- március 9. – Rákosi Mátyás kommunista politikus, az MKP egyik alapítója, majd főtitkára, miniszterelnök († 1971)
- március 10. – Arthur Honegger zeneszerző († 1955)
- március 18. – Beretvás István magyar földbirtokos, kormányfőtanácsos, országgyűlési képviselő († 1941)
- március 23. – Nánássy Imre magyar ügyvéd, országgyűlési képviselő († 1940)
- március 29. – Mindszenty József bíboros-hercegprímás, esztergomi érsek († 1975)
- március 30. – Stefan Banach matematikus († 1945)
- április 18. – Bolesław Bierut lengyel államfő, a Lengyel Egyesült Munkáspárt első titkára († 1956)
- április 19. – Téglássy Béla magyar orvos, országgyűlési képviselő († ?)
- május 2. – Manfred von Richthofen német vadászpilóta, közismertebb nevén „a vörös báró” († 1918)
- május 7. – Josip Broz Tito, Jugoszlávia elnöke († 1980)
- május 8. – Hauser Arnold magyar származású művészetszociológus († 1978)
- május 9. – Zita magyar királyné († 1989)
- május 28. – Josef Dietrich, az SS és a Waffen-SS tábornoka († 1966)
- június 5. – Pintér Béla felvidéki magyar gazdálkodó, nemzetiségi politikus, országgyűlési képviselő († ?)
- június 18. – Meixner Emil magyar földbirtokos, gazdálkodó, országgyűlési képviselő († 1976)
- június 22. – Telmányi Emil, hegedűművész, a Bach-vonó feltalálója († 1988)
- június 26. – Pearl S. Buck amerikai írónő († 1973)
- június 28. – Edward Carr angol történész, diplomata († 1982)
- június 30. – Lajtha László magyar zeneszerző, népzenekutató († 1963)
- július 8. – Nyikolaj Nyikolajevics Polikarpov szovjet repülőgép-tervező († 1944)
- július 10. – Hellenbach Gottfried magyar földbirtokos, jogi doktor, országgyűlési képviselő († 1985)
- július 22. – Arthur Seyß-Inquart osztrák politikus; a Nürnbergi per egyik fővádlottja. († 1946)
- július 27. – Csorba Géza szobrászművész († 1974)
- augusztus 6. – Kazimiera Iłłakowiczówna lengyel költő, író, dramaturg, műfordító († 1983)
- augusztus 17. – Lichteneckert István olimpiai bronzérmes tőrvívó († 1929)
- szeptember 4. – Darius Milhaud zeneszerző († 1974)
- szeptember 5. – Szigeti József hegedűművész († 1973)
- szeptember 8. – Bakay Szilárd vezérezredes, 1944-ben az I. budapesti hadtest parancsnoka († 1947)
- szeptember 15. – Tóth András jogász, országgyűlési képviselő († 1950)
- szeptember 28. – Faragó Sándor magyar tanító, iskolaigazgató, az Ideiglenes Nemzetgyűlés képviselője († 1968)
- október 4. – Engelbert Dollfuß osztrák politikus, ausztrofasiszta diktátor († 1934)
- október 5. – Kázmér Ernő magyar esszéíró, kritikus († 1941)
- október 5. – Remington Kellogg amerikai természettudós, paleontológus és a Smithsonian Institution igazgatója († 1969)
- október 6. – Rónai Sándor politikus, a Magyar Népköztársaság Elnöki Tanácsa elnöke, az Országgyűlés elnöke († 1965)
- október 9. – Marina Ivanovna Cvetajeva orosz költő, író († 1941)
- október 10. – Zsirai Miklós Kossuth-díjas nyelvész († 1955)
- október 10. – Ivo Andrić boszniai származású író, költő, közéleti személyiség († 1975)
- október 15. – Stanisław Łepkowski lengyel jogász, diplomata, volt nagykövet Budapesten († 1961)
- október 17. – Theodor Eicke német katona, a Totenkopf SS hadosztály megszervezője († 1943)
- október 18. – Gräser Ferenc első világháborús magyar pilóta. (†1918)
- november 2. – Ábrahám Pál magyar zeneszerző, karmester († 1960)
- november 12. – Haynal Imre magyar orvos, egyetemi tanár, az MTA tagja († 1979)
- november 14. – Dajbukát Ilona magyar színésznő († 1976)
- november 27. – Pedro Salinas spanyol költő, író, esztéta († 1951)
- november 30. – Károlyi Józsefné üzletasszony, színházigazgató, embermentő († 1964)
- december 4. – Francisco Franco spanyol katonatiszt, diktátor († 1975)
- december 7. – Kosáryné Réz Lola magyar író, műfordító († 1984)

## Halálozások
- január 2. – George Biddell Airy angol matematikus, csillagász (* 1801)
- január 6. – Lovassy László, az országgyűlési ifjúság egyik vezetője (* 1815)
- január 30. – Lumniczer Sándor, sebész, egyetemi tanár (* 1821)
- február 23. – Arenstein József matematikus (* 1816)
- március 26. – Walt Whitman, amerikai költő (* 1819)
- április 15. – Budenz József, német származású magyar nyelvtudós, egyetemi tanár, a Magyar Tudományos Akadémia tagja (* 1836)
- május 1. – Csernovics Péter politikus (* 1810)
- május 2. – Hermann Burmeister német zoológus és entomológus (* 1807)
- május 9. – Baross Gábor közlekedési, majd kereskedelemügyi miniszter (* 1848)
- május 17. – Klapka György honvéd tábornok (* 1820)
- május 18. – Teleki Sándor 1848-49-es honvédezredes, a Petőfi Társaság tagja (* 1821)
- május 25. – Királyi Pál újságíró, publicista, politikus (* 1821)
- május 29. – Baháalláh a Bahái hit alapítója volt. (* 1817)
- május 30. – Lebstück Mária honvédtiszt (* 1830)
- július 2. – Fischer Lajos császári és királyi főhadnagy (* 1855)
- október 7. – Karacs Teréz pedagógus, a nőnevelés úttörője (* 1808)
- október 14. – Peter Nicolai Arbo(wd) norvég festő (* 1831)
- november 26. – Wahrmann Mór nagykereskedő, képviselő, budapesti várospolitikus, mecénás (* 1832)
- november 30. – Szuper Károly magyar színész, Petőfi Sándor egykori színigazgatója (* 1821)